# Bilaspur (Ćhattisgarh)
Bilaspur (hindi बिलासपुर, trl. Bilāspur) – miasto w środkowo-wschodnich Indiach, w stanie Ćhattisgarh, w dystrykcie Bilaspur, około 100 km w linii prostej na północny wschód od stolicy stanu – Rajpuru.
W 2011 było czwartym pod względem liczby ludności miastem w stanie, najludniejszym w dystrykcie. Zamieszkiwało je 331 030 osób, co stanowiło ok. 12,4% ludności dystryktu. Mężczyźni stanowili 51,5% populacji, kobiety 48,5%. Umiejętność pisania posiadało 88,13% mieszkańców w przedziale od siedmiu lat wzwyż, przy czym odsetek ten był wyższy u mężczyzn – 92,81%. Wśród kobiet wynosił 83,18%. Dzieci do lat sześciu stanowiły 11,3% ogółu mieszkańców miasta. W strukturze wyznaniowej przeważali hinduiści – 87,58%. Islam deklarowało 7,78%; 2,84% liczyła społeczność chrześcijan, 1,00% sikhów, 0,39% buddystów, 0,30% dźinistów. Około 35% mieszkańców miasta i terenów bezpośrednio do niego przylegających (Out Growths) żyło w slumsach.
Miasto jest siedzibą administracyjną dystryktu.